# زی‌شم
زی‌شم (به لاتین: Zichem) یک منطقهٔ مسکونی در بلژیک است که در شرپنولزیشم واقع شده‌است.